# وقت‌شناسی
وقت‌شناسی توانایی تمام‌کردن کار یا انجام وظیفه، در زمان یا پیش از زمان تعیین‌شده برای آن کار است.

## وقت‌شناس
«وقت‌شناس» در ادبیات فارسی به معنی وقت شناسنده، موقع شناس، کسی که زمان و موقع هر کاری را می‌شناسد و  مقابل وقت‌ناشناس و وقت‌نشناس آمده‌است:

به سمع خواجه‌رسان ای ندیم وقت‌شناس

به خلوتی که در او اجنبی صبا باشد

(حافظ)

به ستاره‌شناس، دانشمند هیئت و کسی که دم را غنیمت داند (ابن الوقت یا بندۀ دم) هم وقت‌شناس گفته‌شده‌است:

بیا که وقت‌شناسان دو کون بفروشند

به یک پیاله می صاف و صحبت صنمی

(حافظ)